# Chilobrachys paviei
Chilobrachys paviei är en spindelart som först beskrevs av Simon 1886.  Chilobrachys paviei ingår i släktet Chilobrachys och familjen fågelspindlar.
Artens utbredningsområde är Thailand. Inga underarter finns listade i Catalogue of Life.